# 新伊比亚
新伊比亚是巴西巴伊亚州的一个市镇。总面积180.701平方公里，总人口4733人，人口密度26.2人/平方公里。